# 烧烤酱 (美国)
烧烤酱是人們用來腌制、调味經燒烤後的豬肉、牛肋骨和雞肉的醬汁，烧烤酱也可以充當浇头和浇汁。在美国南部，它是一种无处不在的调味品，也被用于調味其他食物。
市面上的烧烤酱成分各不相同，但大多数都以醋、番茄酱或蛋黃醬（或互相混合）為原料，以及外加煙熏液、洋葱粉、芥末和黑胡椒等香辛料和糖或糖蜜等甜味剂。